# Pista spinifera
Pista spinifera är en ringmaskart som först beskrevs av Ehlers 1908.  Pista spinifera ingår i släktet Pista och familjen Terebellidae. Inga underarter finns listade i Catalogue of Life.